# Dasia nicobarensis
Dasia nicobarensis är en ödleart som beskrevs av  Biswas och SANYAL 1977. Dasia nicobarensis ingår i släktet Dasia och familjen skinkar. Inga underarter finns listade i Catalogue of Life.